# Limenitis hypsenor
Limenitis hypsenor är en fjärilsart som beskrevs av Frederick DuCane Godman och Osbert Salvin 1879. Limenitis hypsenor ingår i släktet Limenitis och familjen praktfjärilar. Inga underarter finns listade i Catalogue of Life.